# Federazione di softball delle Filippine
La Federazione cinese di softball (eng. Amateur Softball Association of the Philippine) è un'organizzazione fondata nel 1969 per governare la pratica del softball nelle Filippine.
Organizza il campionato di softball filippino, e pone sotto la propria egida la nazionale di softball femminile.